# Tolang Julu
Tolang Julu is een bestuurslaag in het regentschap Tapanuli Selatan van de provincie Noord-Sumatra, Indonesië. Tolang Julu telt 961 inwoners (volkstelling 2010).